# A573-as autópálya (Németország)
Az A573-as autópálya (németül: Bundesautobahn 573) egy autópálya Németországban. Hossza 3 km.